# Sphinctomyrmex steinheili
Sphinctomyrmex steinheili är en myrart som beskrevs av Auguste-Henri Forel 1900. Sphinctomyrmex steinheili ingår i släktet Sphinctomyrmex och familjen myror. Inga underarter finns listade i Catalogue of Life.

## Bildgalleri

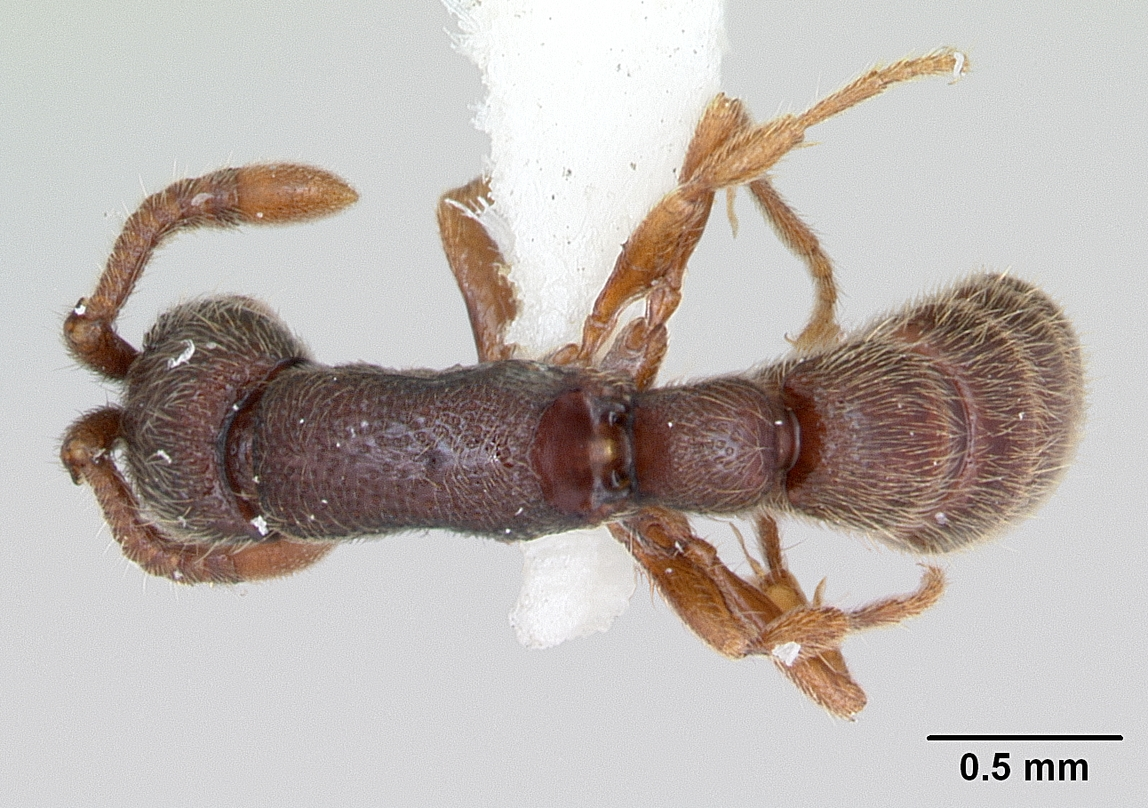
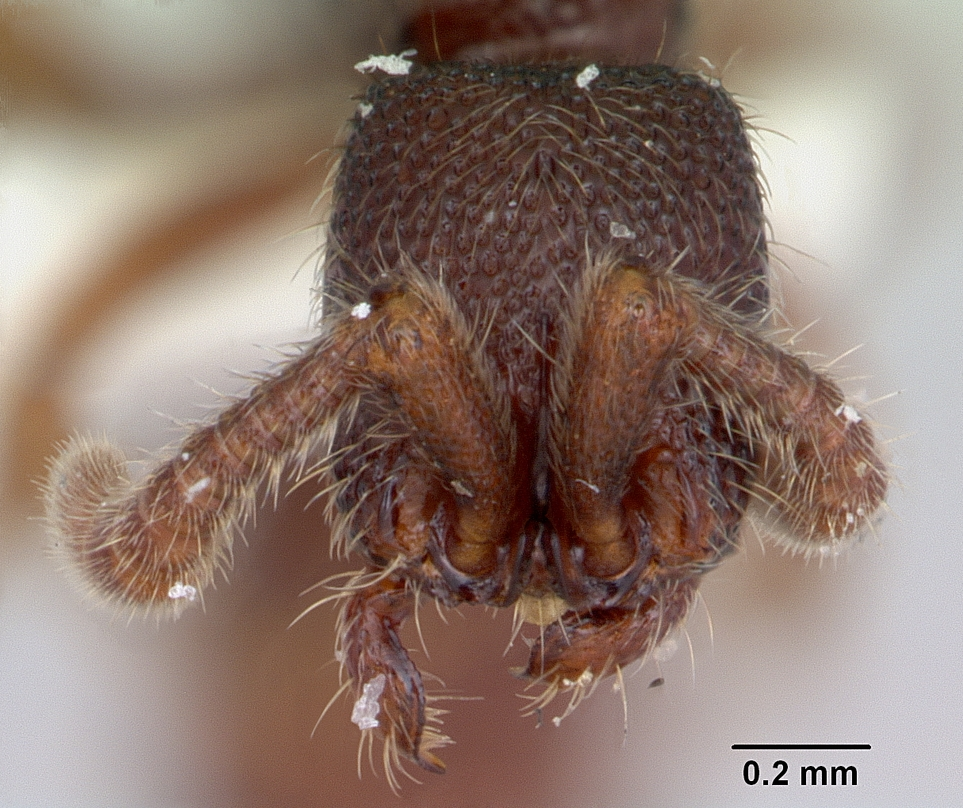
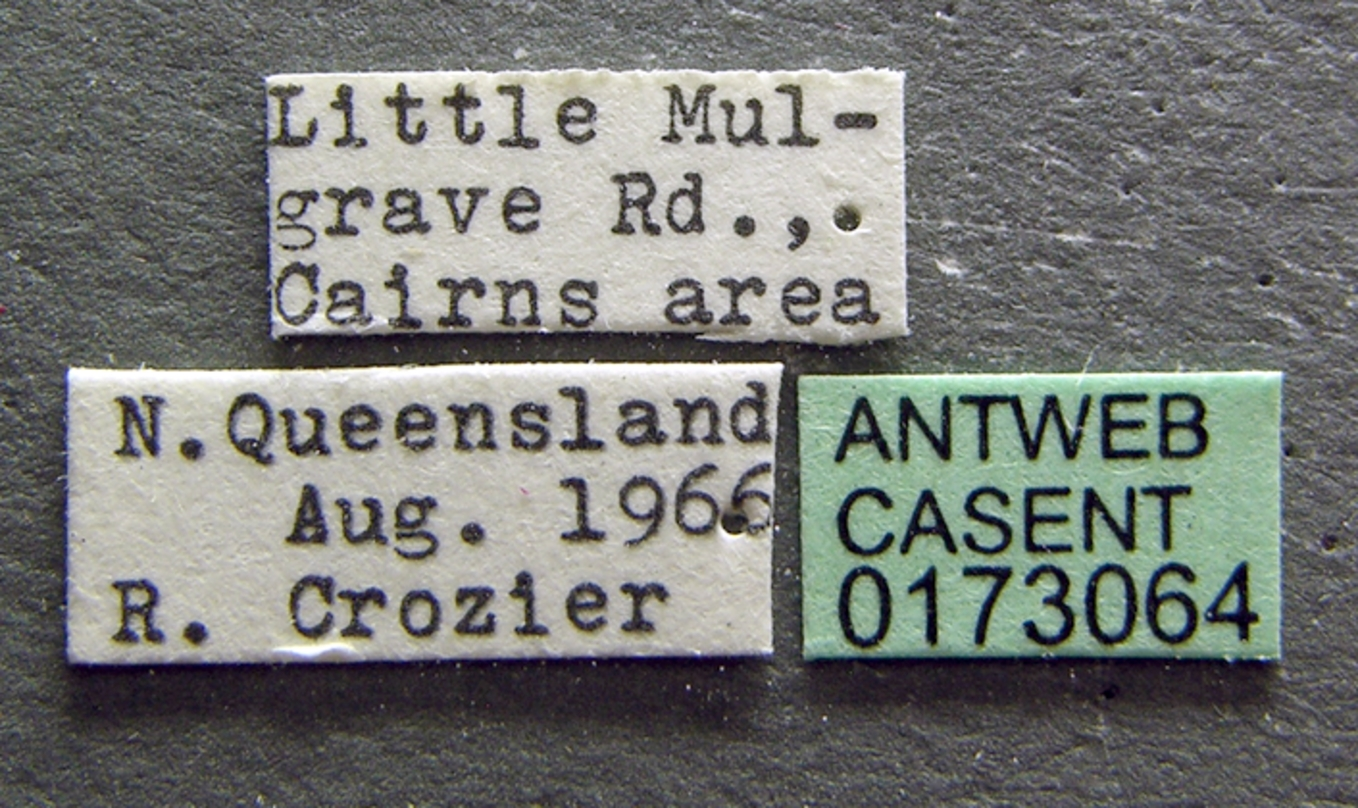
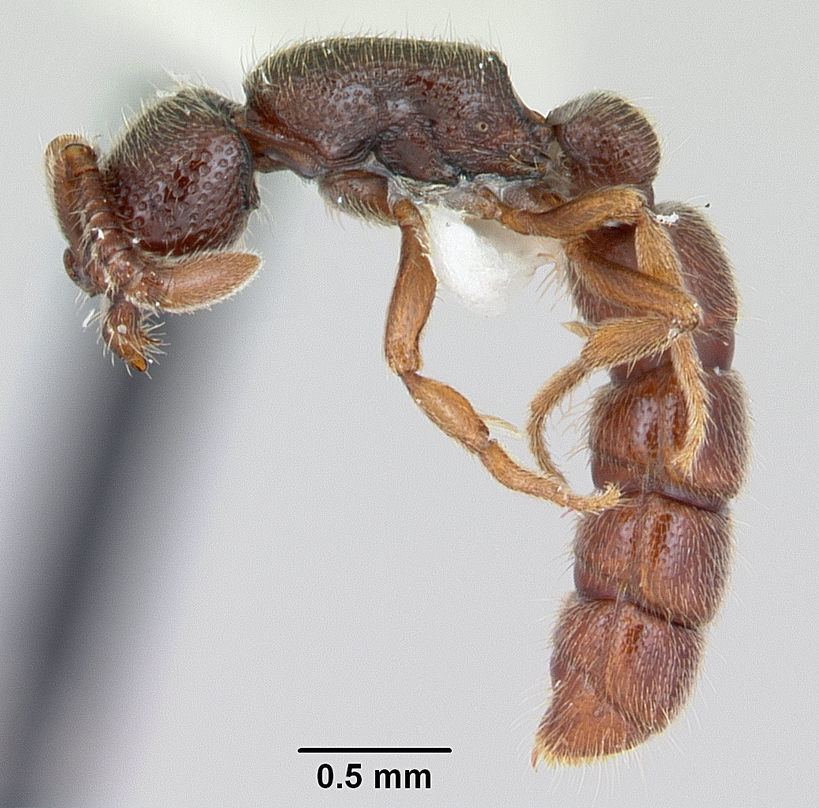
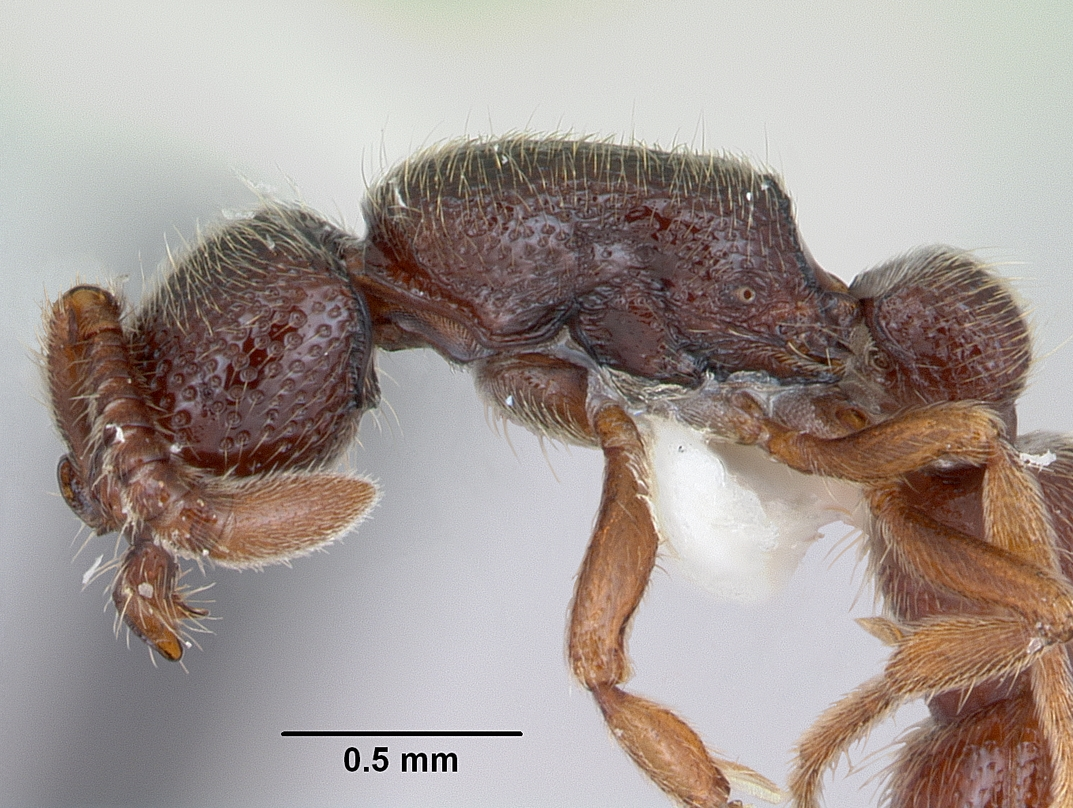